# Out (2020)
Out ist ein US-amerikanischer, computeranimierter Kurzfilm aus dem Jahr 2020. Er gehört zur Filmreihe SparkShorts von Pixar und handelt von einem Mann, der vor einem Coming-out gegenüber seinen Eltern Angst hat und Opfer eines Körpertauschs wird. Die Produktion hat als erste von Pixar eine homosexuelle Hauptfigur und feierte am 22. Mai 2020 auf Disney+ ihre Premiere. Im Juni 2021 veröffentlichte das Studio den Film auf seinem offiziellen YouTube-Kanal.

## Handlung
Der Kater Gigi und der Hund Mags beobachten das Paar Greg und Manuel, die gerade ihren Hausrat in Kartons verstauen, da sie in die Stadt ziehen. Nachdem Gigi mit einer Kaugummiblase das Halsband von Gregs Hündin Jim verzaubert, stehen plötzlich Gregs Eltern vor der Tür, um ihrem Sohn beim Umzug zu helfen. Er fordert Manuel auf, heimlich durch eine Hintertür zu verschwinden. Bevor Manuel geht, legt er Greg nahe, sich gegenüber seinen Eltern zu outen. Stattdessen versteckt Greg ein Foto, das ihn und Manuel beim Campen zeigt. Er berührt kurz darauf Jims Halsband und wünscht sich laut, lieber ein Hund zu sein, worauf er mit seinem Haustier den Körper tauscht.
Jim rennt in den Garten und benimmt sich in Gregs Körper wie ein Hund, was den Vater irritiert, der dort gerade das Abendessen zubereitet. Währenddessen versucht Greg im Hundekörper verzweifelt, seine Mutter vom versteckten Foto fernzuhalten. Weil sie kurz davor ist, das Bild zu entdecken, pinkelt Greg auf den Boden, nimmt es an sich und legt es umgedreht in eine Schublade in seinem Zimmer. Als die Mutter das Foto dort findet und in die Hand nimmt, beißt Greg ihr in den Arm, worauf der Rahmen zerbricht und sie wütend geht.
Greg tut der Biss leid, weswegen er seine Mutter sucht, die vor dem Haus auf einer Couch sitzt. Sie beklagt sich bei der „Hündin“ über Greg, der weit weg ziehen wird, was sie verletze. Zugleich hoffe sie, dass ihr Sohn irgendwann den Richtigen finden wird, worauf sie weint. Weil Greg klar wird, dass seine Eltern von seiner Homosexualität wissen und ihn akzeptieren, tröstet er seine Mutter und jagt Jim hinterher, die das Porträtfoto im Mund hält. Er schafft es, das Halsband zu ergreifen, worauf er und Jim die Körper wieder tauschen. Etwas später stellt Greg seinen Eltern Manuel vor, der vom schweigsamen Vater umarmt wird. Daraufhin fliegen Gigi und Mags zufrieden auf einem Regenbogen davon. In einer Post-Credit-Szene singen Gregs Eltern auf der Heimfahrt im Auto zu einem House-Lied mit, das am Anfang des Films zu hören war.

## Produktion
Steven Clay Hunter, ein führender Angestellter in der Animations-Abteilung des Filmstudios Pixar, bekam 2018 das Angebot, im Rahmen der SparkShorts zum ersten Mal selbst eine Produktion zu drehen. Die SparkShorts sind eine Independent-Kurzfilmreihe, mit der laut Jim Morris, dem Studiopräsidenten, in einem kleineren Maßstab als für Pixar sonst üblich neue Geschichtenerzähler und innovative Erzählkunst-Techniken gefunden sowie mit neuartigen Produktionsabläufen experimentiert werden sollen. Hunter entschloss sich, in seinem Projekt sein Coming-out zu verarbeiten.
Der Regisseur produzierte den Film nach eigenen Angaben für sein jüngeres Ich, das in einer Kleinstadt in Ontario aufwuchs und in den Medien nie eine positiv dargestellte homosexuelle Figur gesehen habe. Deswegen unterdrückte er seine Sexualität, was ihn im Laufe der Jahre immer mehr belastet habe. Daneben hatte er wie im Film einen Freund, den er vor seiner Familie verheimlichte, woran die Beziehung schließlich scheiterte. Kurz darauf outete sich Hunter im Alter von 27 Jahren während der Arbeit per Anruf gegenüber seinen Eltern, die darauf positiv reagierten. Weil dies jedoch laut Hunter nicht immer zutreffe, besprach er sich mit homosexuellen Freunden, die ihm von ihren eigenen Coming-outs erzählten und deren familiäre Reaktionen sehr unterschiedlich ausfielen. Daher wollte Hunter den Film auch deswegen drehen, um queeren Personen und deren Angehörigen solche Gespräche zu erleichtern.
Hunter konnte den Pixar-Produzenten Max Sachar als Geldgeber gewinnen. Die beiden arbeiteten in der Vergangenheit bei WALL·E – Der Letzte räumt die Erde auf sowie Die Unglaublichen 2 zusammen und planten bereits seit Längerem, gemeinsam einen Film zu produzieren. Die Aquarellen ähnelnde Animation ist von Illustrationen der Künstlerin Mary Blair in einem Alice-im-Wunderland-Buch inspiriert. Zudem wollte Hunter laut eigener Aussage einen im Vergleich zu Pixar-Spielfilmen einfachen, lockeren Stil verwenden, der vielleicht etwas unvollkommen sei, aber die Geschichte auf eine sehr eigene Art erzähle. Hund und Katze am Anfang des Films, die den Körpertausch verursachen, sind nach den Haustieren von Hunters Bruder gestaltet und basieren auf der Rolle, die Rod Serling in der Serie Twilight Zone einnahm. Gigi und Mags sollten wie Serling auch Anfang und Ende kurz einleiten, während dazwischen eine magische Geschichte erzählt wird. Im Film hat Wheezy, ein von Hunter gestalteter Quietsch-Spielzeugpinguin aus Toy Story 2, einen Cameo-Auftritt.
Schließlich sprachen Hunter und Sachar mit einem Rohschnitt des Films bei Morris sowie dem Pixar-Kreativchef Pete Docter vor. Weil keine Pixar-Produktion vor Onward: Keine halben Sachen offen queere Figuren hatte und Out die erste mit einem homosexuellen Protagonisten war, seien Regisseur und Produzent beim Meeting sehr nervös gewesen. Allerdings hätten sie die volle Unterstützung des Studios erhalten, da weder Morris noch Docter Vorbehalte gegenüber der Handlung zeigten und die Produktion genehmigten. Laut Hunter hätten beide erkannt, dass Out der Pixar-Devise entspreche, das Publikum mit emotionalen Geschichten sowohl zum Lachen als auch zum Weinen zu bringen. Humor lasse die Zuschauer entspannen, wodurch sie auf die späteren emotionalen Aspekte der Handlung offen reagieren könnten.

## Veröffentlichung
Out wurde erstmals am 22. Mai 2020 auf dem Streamingdienst Disney+ veröffentlicht, am Tag zuvor ein kurzer Trailer. Anlässlich des Pride Month im Juni 2021 stellte Pixar den Film auf seinem offiziellen YouTube-Kanal zur Verfügung.

## Rezeption
In der Internet Movie Database erreichte der Film eine Bewertung von 7,5 von zehn Sternen basierend auf 3.562 abgegebenen Stimmen.
Kshitij Rawat von The Indian Express lobte den Animationsstil, der nicht wie bei Pixar üblich sehr detailliert oder realistisch aussehe. Stattdessen wirke er wie ein Wasserfarbenbild und sei eigentümlich, erfrischend und schön anzusehen. Zudem rufe Out wie Spielfilme des Studios beim Publikum eine große Bandbreite an Emotionen hervor, da eine tiefgründige Geschichte mit viel Charakter sowie Herzblut erzählt werde. Ryan Lattanzio schrieb für IndieWire, dass der Film skurril und zugleich überraschend ergreifend sei. Er beweise, dass Produktionen von Disney+ sowohl familienfreundlich sein als auch ernsthafte Themen behandeln können. Out trage nicht nur zur Normalisierung homosexueller Figuren in animierten Kinderfilmen bei, sondern sei auf eine stille Art bahnbrechend. Für Jacob Oller von Syfy passe die rührende Geschichte über den Mut, zu sich selbst zu stehen, perfekt zu Pixar. Zudem sei die Behandlung von Gregs Sexualität angenehm, da sie im Gegensatz zu anderen Animationsfilmen weder vage angedeutet werde noch wie eine Art nachträglicher Einfall wirke.
Jeremy Blacklow, Mediendirektor von GLAAD, lobte Out auf der Webseite der LGBT-Organisation. Der Film habe die Messlatte für Inklusion in an Familien und Kinder gerichteten Produktionen erhöht, was für LGBT-Personen in diesen Gruppen gut sei, die dadurch ihre lang ersehnte Repräsentation erhielten. Ferner sei Out ein großer Schritt für Disney, ein einladendes Zuhause für Geschichten über Liebespaare und Familien aller Art zu werden. In sozialen Netzwerken reagierten viele Nutzer nach Veröffentlichung des Trailers beziehungsweise des Films selbst positiv, besonders queere Personen. Laut ihnen sei Out eine gute Repräsentation und eigne sich zudem dafür, Kindern queere Identitäten näher zu bringen. Es gab jedoch auch kritische Stimmen zum Film, die sich dahingehend äußerten, dass dessen Botschaft für Kinder unangebracht sei.
Kurz nach Veröffentlichung forderte die zur American Family Association gehörende Webseite One Million Moms zum Boykott des Films auf. Daneben startete die katholische Vereinigung TFP eine an Morris und den Disney-CEO Bob Chapek gerichtete, erfolglose Online-Petition, die mehr als 28.000 Unterschriften erreichte. Sie wurden darin aufgefordert, Out aus dem Programm von Disney+ zu nehmen, der „homosexuelles Verhalten bewerbe“ und die „Unschuld von Kindern bedrohe“. Ferner sei der Film eine ernste Gefahr für die Jugend, da er „unnatürliche Laster“ als normal darstelle.

## Auszeichnung und Nominierung
2021 befand sich Out auf der Shortlist für den Oscar in der Kategorie Bester animierter Kurzfilm. Im selben Jahr erhielt er einen GLAAD Media Award in der Kategorie Special Recognition.